# Коваленко, Георгий (иезуит)
Георгий Коваленко (1900, Российская империя — 5 ноября 1975, Рим, Италия) — иезуит, священнослужитель католической церкви, участник Русского апостолата.

## Биография
Родился в семье генерала царской армии, учился в Киевском политехническом институте, в 1918 году вступил в ряды Белой армии, воевал под командованием генералов А. П. Ливена и Б. С. Перемыкина, награждён Георгиевским крестом.
В эмиграции был в лагерях под Варшавой, в 1922 году работал в Данциге, далее оказался в Берлине, изучал богословие и философию в Италии.
Жил в «Руссикуме», вступил в орден иезуитов. В 1944 году рукоположен в сан священника. В Риме организовал небольшое издательство, выпускавшее брошюры и книги для русских Ди-Пи, посещал лагеря русских беженцев и перемещённых лиц, помогал детям интерната Святой Елены для русских девочек в Риме, а также работал в приюте для русских беженцев в Риме, протестовал против выдачи итальянским правительством русских, содержавшихся в лагере на острове Липари.
По линии Католической церкви с 1947 года возглавил в Риме работу «Русского Центра», он занимающегося распределением материальной помощи, предоставленной Международной организацией по делам беженцев при ООН и «Комитета помощи русским беженцам в Италии». Секретарём Комитета трудился Д. И. Грибановский. Коваленко активно помогали монахи мариане Георгий Брянчанинов и Андрей Катков, к ним подключился француз иезуит Филипп де Режис. В это время Коваленко познакомился с писателем Борисом Ширяевым.
С 1951 года Коваленко отправился в Аргентину на помощь архимандриту Николаю (Алексееву), где при храме святых Петра и Павла создал библиотеку. В Аргентине продолжилось знакомство Коваленко с Б. Ширяевым. Коваленко публиковал статьи в парижской газете «Русская мысль», в католической русскоязычной прессе в Зарубежье, а также печатался под псевдонимом Очеков в аргентинской газете «За правду!».
В 1958 году, в связи с ухудшением здоровья, вернулся в Рим, перенёс тяжёлую операцию, в дальнейшем работал библиотекарем и преподавал русский язык в «Руссикуме», умер в Риме.
С 1959 года структуры, в которых трудился Коваленко в Аргентине, входят в Ординариат Аргентины для верных восточного обряда.